# بادامة (رستاق)
بادامة (بالفارسية: بادامه) هي قرية تقع في إيران في Rostaq Rural District. يقدر عدد سكانها بـ 188 نسمة .